# Xã Pearl, Quận Golden Valley, Bắc Dakota
Xã Pearl (tiếng Anh: Pearl Township) là một xã thuộc quận Golden Valley, tiểu bang Bắc Dakota, Hoa Kỳ. Năm 2010, dân số của xã này là 8 người.